# Kuokiškis
Kuokiškis − wieś na Litwie, w okręgu poniewieskim, w rejonie kupiszeckim, w gminie Alizava. W 2011 roku liczyła 7 mieszkańców.